# Blåtårn (Sønderborg slott)
För olika betydelser av "Blåtårn", se Blåtårn.

Kristian II i fängelset på Sønderborgs slott av Carl Bloch (1871).

Blåtårn (på svenska: "Blå tornet") var ett torn uppfört på 1300-talet som användes som fängelse på Sønderborg slott, beläget i staden Sønderborg på ön Als i Sønderjylland i Danmark. Tornet revs på 1750-talet. Här satt den danske kungen Kristian II fången i 17 år (1532-1549).